# Hiding Edith
Hiding Edith -a true story-, ou simplesmente Hiding Edith (no Brasil, Escondendo Edith), é um romance biográfico da escritora canadense Kathy Kacer. Publicado pela primeira vez no Canadá em 1 de setembro de 2006 pela editora Second Story Press, foi distribuído em diversos países, tais como Brasil, Alemanha, China e Índia.
Narrado na terceira pessoa, a trama mostra a invasão de Adolf Hitler na Áustria, onde todos se veem obrigados a se esconderem para garantir a sobrevivência. O romance aborda temas como o nazismo e o governo de Vichy. Além disso, conforme a história avança, também são mencionados bombardeios da Segunda Guerra Mundial, a expansão do exército de Hitler e a mudança de identidade de crianças, que são forçadas a fugirem.

## Enredo

### Primeira fase
| “ | Juden! Judeus! Saia de Viena, Herr Schwalb. Saia agora! | ” |

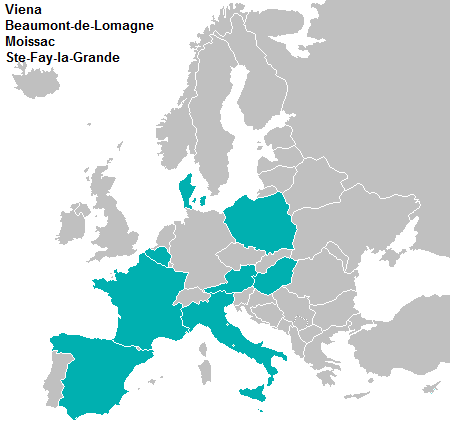
Edith Schwalb, para se esconder dos nazistas, passa por Áustria, França, Polônia, Dinamarca, Espanha, Bélgica, Itália e Hungria.

Narrado em terceira pessoa, a história se passa durante a Segunda Guerra Mundial: Edith Schwalb vive com seu pai Chaim Schwalb, conhecido como Papa, sua mãe Magdalena, também chamada de Mutti, e sua irmã Therese na capital da Áustria, Viena, porém eles se unem a outros judeus que foram forçados a deixarem suas casas para escapar dos nazistas. Em uma tentativa desesperada para sobreviver, sua família foge para Bélgica, onde Gaston, irmão mais novo de Edith, nasce. Após meses vivendo em casas de fazendas, Chaim é preso para ser interrogado e Mutti fica desesperada para libertá-lo e após dias, consegue, porém eles têm que deixar o país. Decidem ir para Beaumont-de-Lomagne, no sul da França.
Mesmo com vários judeus sendo ameaçados no país, a família de Edith continua na cidade, entretanto Adolf Hitler estende seu domínio, chegando ao local e levando Papa novamente. Todo o dinheiro de Mutti estava acabando, por isso ela não teria como subornar os patrulheiros. Devido aos ataques, Ida, amiga de Therese, comenta sobre uma casa em Moissac-Bellevue que abrigurava todas as crianças judias.

### Segunda fase

Crianças da casa em Moissac a caminho da escola.

De acordo com os planos de Mutti, Therese e ela ficariam escondidas na casa da vizinha enquanto Edith e Gaston iriam para a casa de Moissac, patrocinada pelos Éclaireurs Israélites de France. Portanto eles são deixados aos cuidados de Shatta Simon que "educava crianças para serem escoteiros e bandeirantes". Edith conhece Sarah Kupfer, uma garota alta e bonita, que se torna sua amiga e serve como tutora, explicando as ordens do local. A partir de então, a jovem começa a frequentar a escola com a professora Beaufort, recebendo ajuda de Renée. Após um tempo, Edith volta a conversar com Gaston na casa ao lado, tentando o alegrar da solidão e saudade dos pais. Em seu aniversário de onze anos, eles recebem a visita de Mutti e se atualizam dos fatos: Papa ainda não voltou e Therese se separou da mãe.
O governador de Moissac avisa que os nazistas estão chegando e as crianças fogem para uma floresta, até que podem se acalmarem do ataque, no acampamento "camp volant". Após cinco dias, as crianças voltam para a casa, porém Shatta ressalva que teriam que fechá-la, pois previam o fim da guerra. Para a segurança de todos, eles trocam de nome: Edith Schwalb se torna Edith Servant e Sarah Kupfer, Simone Carpentier. Apesar de não gostar, a nova certidão de nascimento de Edith dizia que nasceu em Enghien-les-Bains. Com isso, ela e outras garotas (Suzanne, Ida e Sarah) partem para Sainte-Foy-la-Grande. Na cidade, elas foram mandadas para uma escola, que também servia como internato.
A situação do local era precária: não havia água potável nem produtos higiênicos. Germaine levava alguns sabonetes, porém eles não eram o suficiente para combater piolhos e doenças, que foram evitadas por todas as garotas, com exceção de Sarah que foi obrigada a cortar o cabelo. Ainda careca, ela encontra seu irmão que avisa sobre a morte da mãe, entristecendo a jovem. Um bombardeio atinge os arredores da escola e assustam as crianças, porém tudo se resolve e é consertado. Germaine consegue um lugar para todas, mas elas se separam. Edith é levada para a fazenda de Merleau.

### Final da trama
Após meses, Germaine alerta que a garota voltaria para Moissac, já que França estava livre de ataques nazistas. Lá, Edith reencontra seu irmão Gaston, que havia crescido, Sarah, que voltou a ter cabelo, e Mutti, que ainda estava viva.
Edith, Gaston, Therese e Mutti voltam a morar em Beaumont-de-Lomagne, a única tristeza era Papa, que morreu após os soldados lhe oferecerem muita comida, já que tinha ficado dias com fome. Mutti ficou desnorteada com a notícia e Edith propõe sua volta para a casa de Moissac e a mãe concorda. Therese cuidaria dela e Gaston voltaria com a irmã.
Saíram da casa em 1949 quando foram transferidos para Paris. Anos após a guerra, Gaston se torna um chefe de cozinha e abre um restaurante, Mutti e Therese melhoram da melancolia e Edith se apaixona por Jacques Gelbard, tendo quatro filhos e nove netos, no Canadá.

## Personagens
- Edith Schwalb: A protagonista do romance. É uma garota austríaca e judia, natural de Viena e nascida em 1932, que deixou seu país de origem para morar em Moissac, França com a finalidade de se esconder dos nazistas.[29] Muda-se para o Canadá com a família após se casar com Jacques Gelberd.[28]
- Chaim "Papa" Schwalb: Pai de Edith, Therese e Gaston. É um jogador de futebol conhecido na capital austríaca.[30] Foi levado para o campo de concentração, onde morreu por ingestão em excesso após subnutrição.[27]
- Magdalena "Mutti" Schwalb: Mãe de Edith, Therese e Gaston.[30] É dona de casa e se torna viúva após a morte de Chaim, mudando-se com Edith para o Canadá.[28]
- Therese Schwalb: Irmã de Edith e Gaston.[30] Pequena, frágil e ruiva, é três anos mais velha que Edith.[12] Cuida de Magdalena durante o ataque nazista e logo depois, viaja com a família.[28]
- Gaston Schwalb: Irmão de Edith e Therese. Nasceu na Bélgica durante a primeira fuga da família.[31] Tem três anos a menos que Edith e é mandado para a casa em Moissac com a mesma. Após crescer, se torna um chefe de cozinha e abre um restaurante, no Canadá.[28]
- Sarah Kupfer: Tutora da escola de Moissac, se torna a melhor amiga de Edith.[18] É órfã, loira, tinha olhos azuis, sorriso terno e afetuoso, amigável e feliz.[32]
- Eric Goldfarb: Era o mais velho dos alunos da casa de Moissac. Casou-se com Fée, após a guerra.[33]
- Senhores Simon: Diretores da casa de Moissac—Shatta e Bouli Simon—, eram severos e rigorosos, apesar de serem a favor do respeito, educação e disciplina.[17]
- Marianne: Filha dos Merleau, morava numa fazenda em Ste-Foy-la-Grande. Edith se escondeu durante seis meses na casa.[25]
- Germaine: Tutor da casa de Moissac, levava produtos higiênicos para as garotas do internato.[23]
- Renée: Colega de classe de Edith, quer ajudá-la em disciplinas e se torna sua amiga.[34]

## Antecedentes
Antes da publicação de Hiding Edith, Kathy Kacer escreveu The Underground Reporters, que também relata o drama de uma garota durante a Segunda Guerra Mundial e no campo fictício, Secret of Gabi's Dresser, Clara's War e Night Spies, também comentando sobre guerras e conflitos globais.
| “ | [...] li muitos livros sobre a Segunda Guerra Mundial, entre eles O Diário de Anne Frank, é claro. Sempre gostei de ficção histórica e, desde muito cedo, foquei meu interesse na Segunda Guerra. Ainda tenho meus diários de quando tinha 7, 8, 9 anos. Escrevia poesias, letras de músicas, tiras cômicas... Mesmo trabalhando como psicóloga, sempre soube que o que gostaria de fazer [...] seria escrever! Todas minhas obras são sobre a Segunda Guerra Mundial e o Holocausto [...] porque é a história da minha família. Meus pais são sobreviventes dessa Guerra. | ” |

## Estrutura e temática
"Tentei ser minuciosa ao apresentar os fatos citados por Edith".

—Kathy Kacer
Hiding Edith é um romance biográfico. Kathy Kacer faz uma adaptação da história de Edith, uma garota austríaca e judia, narrando cronologicamente os fatos dramáticos apresentados pela jovem a partir da invasão nazista até a fuga para o orfanato francês. A obra enfatiza como tema o Partido Nazista, liderado por Hitler, em 1933 e comenta sobre a fuga dos judeus, o governo de Vichy, a morte de pessoas na Segunda Guerra Mundial e o desespero das crianças com os fatos apresentados.

## Lançamento e recepção
"Há muitas histórias sobre as crianças do Holocausto, mas poucas são tão eficientes ao retratar a dor e o estresse psicológico pelo qual elas passaram quanto Escondendo Edith".

Toronto Star.
Sendo o segundo romance biográfico de Kathy Kacer, Hiding Edith foi publicado pela Second Story Press em 2006, obtendo uma recepção parcialmente positiva. Em uma análise para a revista School Library Journal, Rachel Kamin escreveu que, "a leitura combina, de forma eficaz, com a história da guerra e o sofrimento das crianças. Fotografias em preto e branco de alta qualidade acrescentam emoção para os leitores."
Publicado pela Melhoramentos em 2009, no Brasil, Escondendo Edith foi direcionado para o público infanto-juvenil. O site da Folha de S. Paulo comparou a obra de Kacer com o romance alemão de Salden, O Diário de Anne Frank e comentou que, "'Escondendo Edith', para o equilíbrio da vida e da literatura, termina com algo mais próximo do 'final feliz' sempre esperado."

### Prêmios
Hiding Edith venceu o Prêmio Hackmatack em 2008 como "melhor livro biográfico" e em 2007, conquistou o Prêmio Silver Birch no Canadá quando foi lançado sua primeira edição.
| Ano  | Prêmio       | Categoria                  | Indicação   | Resultado |
| ---- | ------------ | -------------------------- | ----------- | --------- |
| 2006 | Norma Fleck  | Melhor livro de não-ficção | Kathy Kacer | Indicado  |
| 2007 | Silver Birch | Melhor livro de não-ficção | Kathy Kacer | Venceu    |
| 2008 | Hackmatack   | Melhor livro biográfico    | Kathy Kacer | Venceu    |